# The Home & Home Tour
The Home & Home Tour é uma turnê dos rappers Eminem e Jay-Z. Ela compreendeu duas apresentações no Comerica Park em Detroit, Michigan e dois no Yankee Stadium, na cidade de Nova Iorque.

## Localidades
| América do Norte            |                   |                |                |   |
| 2 e 3 de Setembro de 2010   | Detroit, Michigan | Estados Unidos | Comerica Park  | - |
| 13 e 14 de Setembro de 2010 | Nova Iorque       | Estados Unidos | Yankee Stadium | - |